# Obac del Pi Gros
L'Obac del Pi Gros, és una obaga del terme municipal d'Abella de la Conca, a la comarca del Pallars Jussà, en territori del poble de Bóixols.
Està situat a llevant de Bóixols i a l'esquerra del riu de Pujals.

## Etimologia
Es tracta d'un topònim romànic descriptiu, és una obaga on, en algun moment de la història, hi hagué un pi destacat en el seu entorn.